# Кутергин, Виктор Александрович
Ви́ктор Алекса́ндрович Кутергин (7 июня 1952, Свердловск, Свердловская область, РСФСР, СССР — 17 марта 2019, там же) — советский хоккеист, тренер. Чемпион СССР (1975). Мастер спорта СССР.

## Биография
Воспитанник свердловской «Юности», тренеры — П. Петров, И. Таскаев.
В сезонах 1970—1973 выступал за свердловский «Автомобилист».
В 1973 году был призван в армию, играл в составе свердловского СКА. В апреле 1975 года наставник свердловской команды Евгений Мишаков рекомендовал своего подопечного в московский ЦСКА. В сезоне 1974/1975 сыграл девять матчей, но «наиграть» на золотую медаль, для чего требовалось провести не менее 50 процентов встреч, не успел.
В сезоне 1975/1976 выступал в третьем звене и провёл 25 матчей, набрав 7 (3+4) очков. Но главным событием того сезона для Кутергина стало участие в первой Суперсерии клубов НХЛ и СССР, где Виктор забил гол в матче с действующим обладателем Кубка Стэнли «Филадельфией Флайерз». Всего в матчах Суперсерии Кутергин провёл 3 игры — с «Нью-Йорк Рейнджерс», «Бостон Брюинз» и «Филадельфией».
По окончании сезона 1975/76 написал заявление об уходе из ЦСКА и вернулся в «Автомобилист», отыграв за свердловский клуб четыре сезона, после чего был отчислен из команды.
В 1980 году пополнил состав «Ижстали», где провёл сезоны 1981/82 и 1982/83 (сезон 1980/81 пропустил из-за дисквалификации). Оба года в Ижевске становился лучшим бомбардиром, набирая в среднем балл за игру. В 105 матчах высшей лиги и переходных турниров забил 51 гол и отдал 53 результативные передачи.
Летом 1983 года окончательно вернулся в «Автомобилист». Всего в высшей лиге за «Автомобилист» провёл 252 матча, забил 102 гола, отдал 75 результативных передач.
В 1992—1995 работал главным тренером в «Автомобилисте».
Умер 17 марта 2019 года на 67-м году жизни. Похоронен на Широкореченском кладбище.

### Семья
Был женат на чемпионке мира по настольному теннису Татьяне Фердман. В семье два сына. Кутергин позже признавал, что имел предложения от других хоккейных клубов СССР, но никуда не уезжал, поскольку его тесть, Михаил Фердман, поставил жесткое условие — Татьяна должна жить только в Свердловске.
15 июля 2017 года женился во второй раз — на Лухтановой Марине, которая взяла его фамилию.

## Достижения
- Чемпион СССР: 1975.
- Серебряный призёр чемпионата СССР: 1976.